# ゼロ・ウェイスト
ゼロ・ウェイスト（Zero waste）はごみをゼロにすることを目標に廃棄物を減らす環境社会政策である。

## 概要
- 20世紀になると大量消費及び社会の影響で廃棄物が増加・二酸化炭素による地球温暖化まで広まった。
- 1996年にオーストラリアの首都キャンベラで世界初の「ゼロ・ウェイスト宣言」を出した[2]。その後ヨーロッパ・北アメリカ大陸まで各都市に広げた[3]。
- 日本では2003年に徳島県上勝町が「ゼロ・ウェイスト宣言」を出し、2005年には特定非営利活動法人「ゼロ・ウェストアカデミー」を設立、2019年時点でリサイクル率が81％となった。そのほかの自治体は神奈川県逗子市・葉山町、奈良県斑鳩町、福岡県みやま市・大木町、熊本県水俣市、鹿児島県大崎町まで広がった[4]。